# Віллард Ван Орман Квайн
Віллард Ван Орман Квайн (англ. Willard Van Orman Quine, 25 червня 1908 — 25 грудня 2000) — американський філософ та логік, представник аналітичної філософії.
Життя Квайна, починаючи з 1930 року, пов'язане з Гарвардським університетом, де він навчався, потім викладав філософію, логіку й теорію множин. Уже на пенсії він опублікував кілька книг. Недавнє опитування аналітичних філософів постало Квайна на 5 місце серед філософів двох останніх століть. 1993 року став першим лауреатом премії Рольфа Шока за «систематичні й проникливі дискусії щодо того, як мова й спілкування мають у своїй основі досвід суспільної практики, й  які наслідки це має для теорії знання й лінгвістичної теорії смислу». 1996 року його нагородили кіотською премією з мистецтва й філософії за «надзвичайний внесок у прогрес філософії у 20 столітті завдяки численним теоріям, що ґрунтуються на глибокому проникненні в логіку, епістемологію, філософію науки й філософію мови».
Хоча Квайн належав до аналітичної школи, він відстоював думку, що філософія не тільки концептуальний аналіз. Серед його найважливіших праць 
«Дві догми емпіризму» (1951), що критикує розрізнення аналітичних та синтетичних суджень й ратує за семантичний холізм, а також «Слова й об'єкти» (1960), що розвиває ці думки далі й вводить тезу невизначеності перекладу, ратуючи за біхевіористську теорію смислу. Він розробив впливову оприроднену епістемологію, що намагалася дати «краще наукове пояснення того, яки ми зуміли розробити вишукані наукові теорії, виходячи зі скромних сенсорних вхідних даних». Для філософії науки його значення в «систематичному намаганні зрозуміти науку, виходячи з ресурсів самої науки» та в концепції нерозривності між філософією та наукою. Звідси його знаменитий закид: «філософія науки — це вже досить філософії». Зокрема, щодо філософії математики Квайн з гарвардським колегою Гіларі Патнемом доводили реальність математичних сутностей, виходячи з тези про те, що математика є суттєво необхідною для природознавства та інших наук.

## Біографія
Квайн народився в місті Акрон, Огайо, в родині підприємця та шкільної вчительки. Здобув ступінь бакалавра в Оберлінському коледжі, а ступінь доктора філософії в Гарварді 1932 року. Його науковим керівником був Альфред Норт Вайтхед.
Отримавши стипендію, вирушив до Європи, де познайомився з провідними філософами, зокрема з Альфредом Тарським та членами Віденського гуртка. Після цього повернувся на викладання в Гарвард. Під час війни викладав у Бразилії португальською мовою, а потім працював у розвідці військово-морського флоту США, займаючись дешифруванням.
Після війни Квайн повернувся до Гарварда. Під його керівництвом виросла плеяда відомих філософів. За своїми політичними поглядами Квайн був консерватором, хоча його праці мали спеціальний характер, і він рідко висловлювався щодо політичних питань.

## Філософія
Дисертація Квайна та його перші публікації стосувалися формальної логіки та теорії множин. Проблемами епістемології та онтології він почав цікавитися вже після війни. До 1960-х склалася його природознавча епістемологія, в якій він намагався знайти відповіді на проблеми суті знання, використовуючи підхід і методи природознавчих наук. Квайн відкидав думку про існування «первинної філософії», чогось такого, що стояло б над природознавством. У цьому він стояв на позиціях натуралізму.

## Інше
Квайном називають комп'ютерну програму, яка друкує свій текст.

## Виноски
1. ↑  Find a Grave — 1996.
2. ↑  Bibliothèque nationale de France BNF: платформа відкритих даних — 2011.
3. ↑  CONOR.Sl
4. ↑  The Flying University // The New York Review of Books / R. B. Silvers, B. Epstein, E. Hardwick et al. — 1980. — ISSN 0028-7504; 1944-7744
5. 1 2 3 4  Stanford Encyclopedia of Philosophy — Stanford University, Center for the Study of Language & Information, 1995. — ISSN 1095-5054
6. ↑  "So who *is* the most important philosopher of the past 200 years?" [Архівовано 19 липня 2017 у Wayback Machine.] Leiter Reports. Leiterreports.typepad.com. 11 March 2009. Accessed 8 March 2010.
7. ↑  "Prize winner page" [Архівовано 10 липня 2017 у Wayback Machine.]. The Royal Swedish Academy of Sciences. Kva.se. Retrieved 29 August 2010.
8. ↑  Willard Van Orman Quine. Inamori Foundation. Архів оригіналу за 20 липня 2013. Процитовано 15 грудня 2012.
9. 1 2  "Quine's Philosophy of Science" [Архівовано 10 грудня 2019 у Wayback Machine.]. Internet Encyclopedia of Philosophy. Iep.utm.edu. 27 July 2009. Accessed 8 March 2010.
10. ↑  "Mr Strawson on Logical Theory" [Архівовано 7 листопада 2015 у Wayback Machine.]. WV Quine. Mind Vol. 62 No. 248. Oct. 1953.
11. ↑  Colyvan, Mark, "Indispensability Arguments in the Philosophy of Mathematics" [Архівовано 2 січня 2016 у Wayback Machine.], The Stanford Encyclopedia of Philosophy (Fall 2004 Edition), Edward N. Zalta (ed.)